# آزمایش روغن ترانسفورماتور
آزمایش روغن ترانسفورماتور (به انگلیسی: Transformer oil testing) در جهت سنجش چندین ویژگی روغن ترانسفورماتور انجام می‌شود. روغن ترانسفورماتور نوعی عایق الکتریکی است که عمل خنک‌سازی را نیز در ترانسفورماتور انجام می‌دهد. این روغن حتماً قبل از استفاده باید تحت آزمایش قرار گیرد تا مشخص شود که ویژگی‌های آن با استاندارد جهانی مطابقت داشته باشد. استانداردهای مربوط به روغن را ASTM)American Society for Testing and Materials) ارائه می‌دهد. از موارد اساسی که به منظور آن آزمایش انجام می‌گیرد تعیین ولتاژ شکست و دیگر ویژگی‌های فیزیکی و شیمیایی روغن است.